# She’s in Love with You
She’s in Love with You ist ein Rocksong von Suzi Quatro von 1979. Die Single wurde in einigen europäischen Ländern ein Top-Ten-Hit. Im deutschsprachigen Raum wurde auch die Coverversion von Bernhard Brink, Ich wär’ so gern wie du, bekannt.

## Entstehung und Inhalt
Der Song wurde von Nicky Chinn und Mike Chapman geschrieben. Das Lied handelt von einem eigentlich schüchternen, verliebten Mädchen und appelliert an ihren Liebhaber, sie nicht auszunutzen und gut zu behandeln: „Treat her right, treat her good, take her home and make her feel the way she should.“ Der rockige Song ist auch mit Keyboards instrumentiert und wurde von Mike Chapman in dem für ihn typischen Soundgewand produziert.

## Veröffentlichung und Rezeption
Die im Oktober 1979 bei RAK erschienene Single enthält Space Cadets als B-Seite; allerdings enthielt die US-amerikanische und kanadische Ausgabe den Song Starlight Lady. Zudem gibt es noch eine portugiesische Variante mit Love Hurts als B-Seite. Die Single erreichte Platz elf in den britischen Singlecharts und Platz acht in Deutschland sowie Platz vier in Österreich und Platz sechs in der Schweiz. In den USA schaffte es die Single auf Platz 41. Das Lied erschien auch auf diversen Kompilationen.
Am 31. Dezember 1979 spielte die Band den Hit in der Silvesterausgabe von disco im ZDF, wie auch in anderen Fernsehsendungen.

## Version von Bernhard Brink
Der Song wurde einige Male gecovert. Die erste deutschsprachige Version stammt von Bernhard Brink. Dessen  Version Ich wär’ so gern wie du mit einem Text von René Marcard wurde von Thomas Meisel produziert und erschien im Oktober 1979. Der Text handelt von einem Liebhaber, der die Seriosität und Zuverlässigkeit seines „Nachfolgers“ – mit dem er befreundet ist – bei seiner Ex-Freundin lobt, die er selbst nicht erreicht habe: „Sie hasste diese Art zu leben / denn die Sicherheit, der Halt hat ihr gefehlt / was sie braucht und was zählt / hat sie jetzt bei dir / und sie hat gut gewählt.“
Diese Version erreichte Platz 19 der deutschen Charts und war 16 Wochen platziert. Insgesamt viermal sang Brink den Song in der ZDF-Hitparade, zuerst am 10. Dezember 1979, als diese noch nach Verkaufszahlen organisiert war (Platz 19). Dann stellte er ihn am 14. Januar 1980 nach Umstellung des Modus zurück zur Zuschauerabstimmung erneut vor. In den beiden Sendungen vom 11. Februar und 14. März 1980 erreichte er dann mit dem Lied jeweils Platz eins der Zuschauerabstimmung.
2003 nahm Brink den Song neu auf. Auch in der ZDF-Show 50 Jahre ZDF-Hitparade am 27. April 2019 sang Bernhard Brink den Song.

## Weitere Coverversionen
Weitere Versionen stammen von:
- Detlev (Ich bin so warm wie du)
- Sam Gooris (Ze is zo lief voor mij)
- Orchester Udo Reichel (Ich wär’ so gern’ wie du)
- Die Grubertaler (Ich wär’ so gern wie du)
- Linda Lee (Zij is gek op jou!!)
- Disco Light Orchestra